# 寝ぼけ署長
『寝ぼけ署長』（ねぼけしょちょう）は、山本周五郎による日本の連作探偵小説。
『新青年』1946年（昭和21年）12月号から1948年（昭和23年）1月号まで連載。全10話。連載当時は作者が山本であることは伏せられており、「覆面作家」名義で発表された。1970年（昭和45年）、『山本周五郎小説全集 別巻3 寝ぼけ署長』（新潮社）として単行本化。山本周五郎作品としては珍しい、大人向けの現代もの探偵小説である。

## あらすじ
終戦直後に書かれた作品だが、作中の時代設定は戦前となっており、作中に登場する警察機構も内務省時代のものである。
ある地方都市の警察署に、五道三省（ごどう さんしょう）という風変わりな署長が赴任してきた。署でも官舎でも寝てばかりで、口さがない新聞からは「寝ぼけ署長」というあだ名をつけられ、署内でも世間からもお人よしの無能だと思われていた署長だが、5年後に離任することになった際には、署内からも世間からも別れを惜しむ人々が続出し、貧民街では留任運動すら起こされることとなった。
五道署長の在任中、犯罪事件は前後の時期の十分の一、起訴件数も四割以上減少していた。そのため「寝ぼけ署長でも勤まる」などと揶揄されていたが、実は切れ者で辣腕家の署長が、いち早く真相を突き止めており、しかも、人情家の署長が、罪を憎んで人を憎まずの精神から、過ちで罪を犯してしまった人間を可能な限り救済しようと、巧妙に工作していたからだったのである。そんな署長の活躍ぶりを、署長の秘書のような役割をつとめていた「私」が回想する。

### 作品一覧
1. 中央銀行三十万円紛失事件（『新青年』1946年12月号）
2. 海南氏恐喝事件（1947年1月号）
3. 一粒の真珠（1947年2月号）
4. 新生座事件（1947年3月号）
5. 眼の中の砂（1947年4月号）
6. 夜毎十二時（1947年5月号）
7. 毛骨屋（）親分（1947年9月号）
8. 十目十指（1947年10月号）
9. 我が歌終る（1947年12月号）
10. 最後の挨拶（1948年1月号）

当初は全3話の予定だったが、読者人気が高かったため連載を延長した。

## 主な登場人物
五道三省（ごどう さんしょう）
ある地方都市の警察署長。署でも官舎でも寝てばかりいるため、毎朝新聞から「寝ぼけ署長」というあだ名をつけられた。年齢は40-41歳くらい。太っており、二重あごで腹のせり出た鈍重そうな体つき。独身。
一見するとぐうたらな無能者にしか見えないが、じつは極めて有能で、たいていの仕事は1時間もあれば片づけてしまうため、暇をもて余して寝ている、というのが真相である。すさまじい読書量の持ち主で、英・独・仏の三か国語のほか、漢文も読みこなせる。愛読書は詩、詩論、文学史などの評論書。
極度の人情家で、罪を憎んで人を憎まずの精神を徹底させている。そのため、事件の摘発よりもソフトランディングの方を優先しており、そのためなら時には違法行為すらも厭わない。
赴任してくる前は警視庁で13年間を過ごしたが、その際は警視総監も手を焼く横紙破りで通し、善しと信じたら司法大臣と組み打ちしてもやりぬいてきた。そのため、3度も官房主事に推されながら、3度とも棒に振っている。桃井裁判所長は学校の後輩、渡辺検事正は同期生であり、財部知事と三人で五道を警察署長として呼び寄せた（「毛骨屋親分」）。
私
本作の語り手。独身。五道署長の秘書のような役割を果たしている。
太田（おおた）
署の司法主任。
青野庄助（あおの しょうすけ）
毎朝新聞社会部の記者。「寝ぼけ署長」の名づけ親で、他にも「嗜眠性脳炎おやじ」というあだ名をつけている。口が悪いが、「私」からは「正義感のつよい信頼のできる男」と評されている（「新生座事件」）。五道署長の真の手腕を知ってからは熱狂的なファンとなる。

## 単行本
- 『山本周五郎小説全集 別巻3 寝ぼけ署長』（新潮社、1970年）
- 『寝ぼけ署長』〈新潮文庫〉（新潮社、1981年） ISBN 4-10-113435-9
- 『山本周五郎全集 第4巻 寝ぼけ署長 火の杯』（新潮社、1984年） ISBN 4-10-644004-0
- 『山本周五郎長篇小説全集 第23巻 寝ぼけ署長』（新潮社、2014年） ISBN 978-4-10-644063-2

## テレビドラマ
関西テレビ放送制作でテレビドラマ化され、「花王名人劇場」で1984年から1985年まで単発で放送された。主演は若山富三郎。
ぐうたらでいつも居眠りばかりのため『寝ぼけ署長』とあだ名されている警察署長・五道三省（ごみちさんしょう）の人情ドラマ。

### 主要キャスト
- 五道三省：若山富三郎
- 斉明寺ゆき：桜田淳子（第1作-第2作）
- 岸田今日子（全作）
- 谷啓（全作）
- 高岡健二（全作）
- 赤塚真人（全作）

### 作品名・ゲスト出演者
| 放送日         | 作品名                             | 脚本       | 演出     | 出演者                                 |
| -------------- | ---------------------------------- | ---------- | -------- | -------------------------------------- |
| 1984年2月5日   | 寝ぼけ署長〜居眠り春一番           | 中井多津夫 | 岡林可典 | 大空真弓、加藤治子、中条静夫、頭師孝雄 |
| 1984年3月11日  | 寝ぼけ署長〜春に目覚める子供たち   | 水谷竜二   | 岡林可典 | 久米明、丹古母鬼馬二                   |
| 1984年6月10日  | 寝ぼけ署長〜医学部教授編           | 中井多津夫 | 岡林可典 | 池波志乃、新克利、高品格               |
| 1984年7月15日  | 寝ぼけ署長〜悪徳弁護士編           | 水谷竜二   | 岡林可典 | 藤吉久美子、水島道太郎、天田俊明       |
| 1984年11月25日 | 寝ぼけ署長〜'84秋 結婚詐欺にご用心 | 畑嶺明     | 岡林可典 | ジュディ・オング、長谷川明男           |
| 1985年1月20日  | 寝ぼけ署長〜初春一番船出の朝に     | 水谷竜二   | 岡林可典 | 范文雀、山口央理絵、大坂志郎、織本順吉 |